# ==
En algunos lenguajes de programación el operador «==» es una relación binaria que representa una igualdad. Un ejemplo podría ser «x == y», con el que se devolverá true si «x» es igual a «y» y false si no lo es.
El opuesto a «==» es «!=» y significa desigualdad.

## Uso
En el siguiente código de ejemplo, usando una sentencia condicional se imprimirá «x es igual a y» o «x no es igual a y» dependiendo de los valores de «x» y de «y».
```
 
if
 
(
x
 
==
 
y
)
 
{

   
printf
(
"x es igual a y"
);

 
}
 
else
 
{

   
printf
(
"x no es igual a y"
);

 
}

```

En los lenguajes que usen «==» para igualdades, se usa el operador «=» para asignar valores, como por ejemplo C, C#, Java y PHP.
- Datos: Q75837440